# القمة الخليجية 2021 (الرياض)
قمة مجلس التعاون الخليجي (ديسمبر 2021) أو القمة الخليجية 42 ، هي قمة، جمعت قادة دول مجلس التعاون لدول الخليج العربية، عُقدت القمة في يوم الثلاثاء 14 ديسمبر 2021 في قصر الدرعية في الرياض عاصمة المملكة العربية السعودية برئاسة صاحب السمو الملكي الأمير محمد بن سلمان آل سعود ولي العهد نائب رئيس مجلس الوزراء وزير الدفاع نيابتاً عن خادم الحرمين الشريفين الملك سلمان بن عبدالعزيز آل سعود ملك المملكة العربية السعودية وترأست هذه الدورة المملكة العربية السعودية. 

## المشاركون

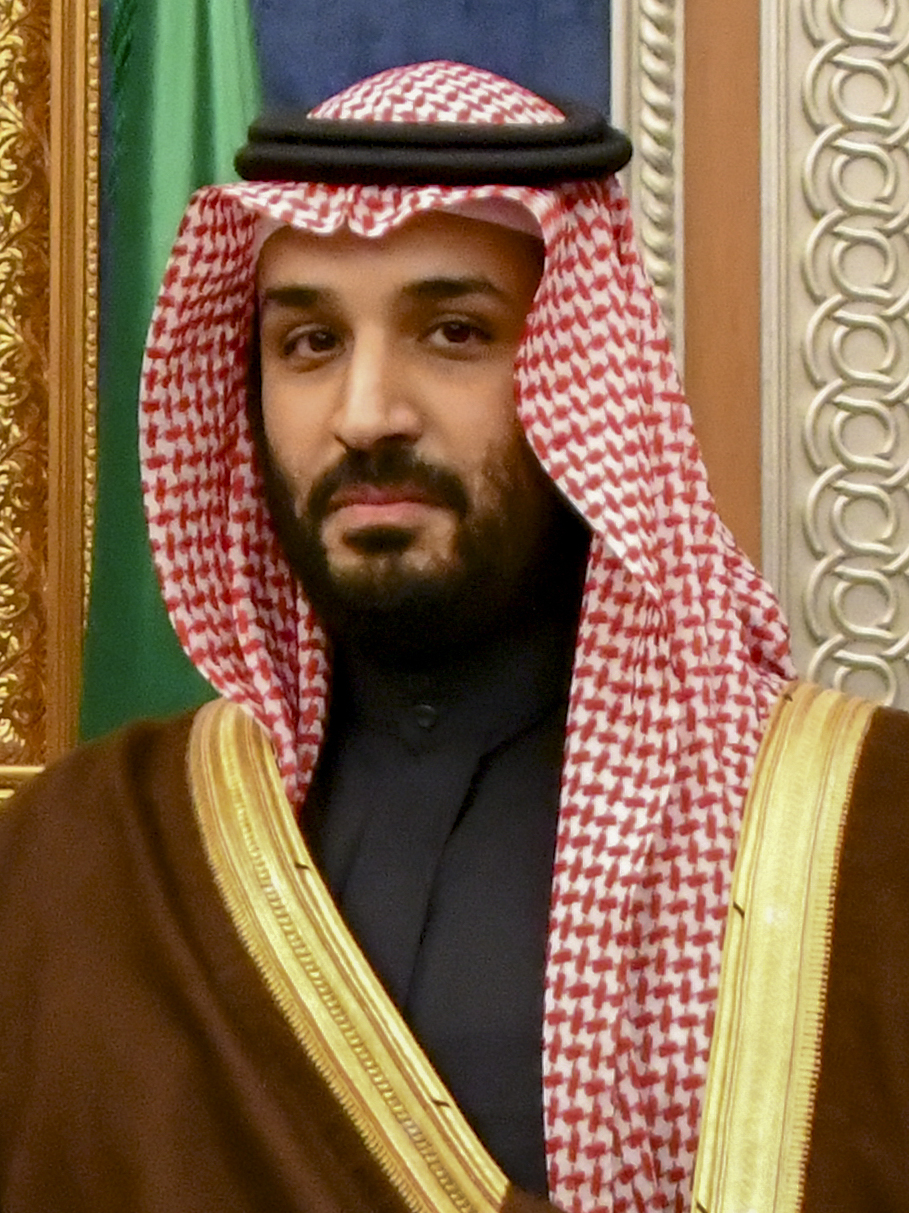
المملكة العربية السعودية صاحب السمو الملكي الأمير محمد بن سلمان آل سعود ولي العهد نائب رئيس مجلس الوزراء وزير الدفاع (رئيس القمة)
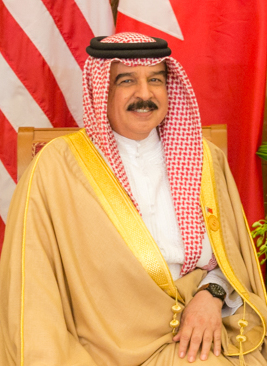
مملكة البحرين صاحب الجلالة الملك حمد بن عيسى آل خليفة ملك مملكة البحرين
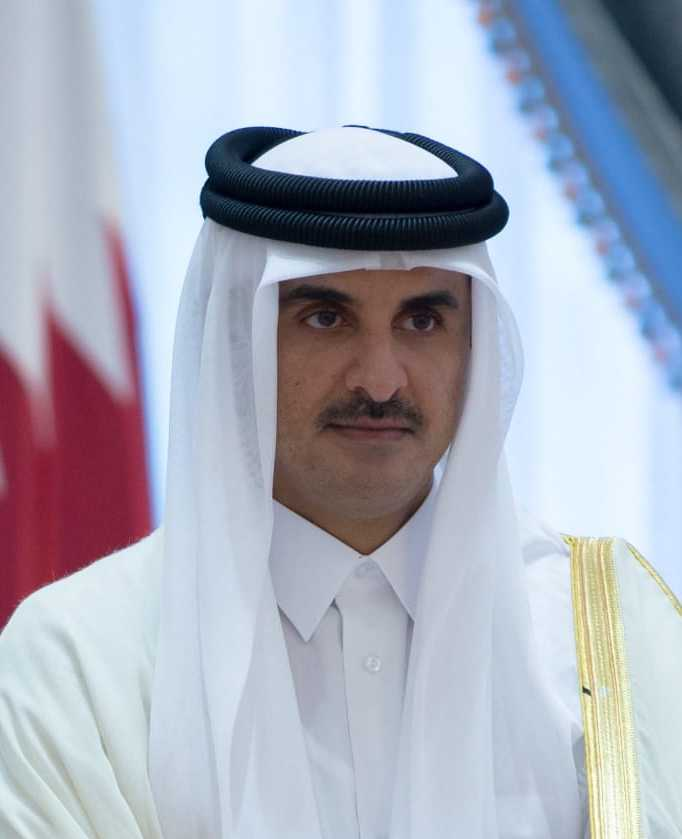
دولة قطر صاحب السمو الشيخ تميم بن حمد آل ثاني أمير دولة قطر
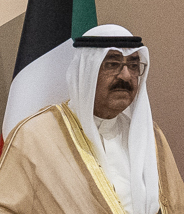
دولة الكويت سمو الشيخ مشعل الأحمد الجابر الصباح ولي عهد دولة الكويت
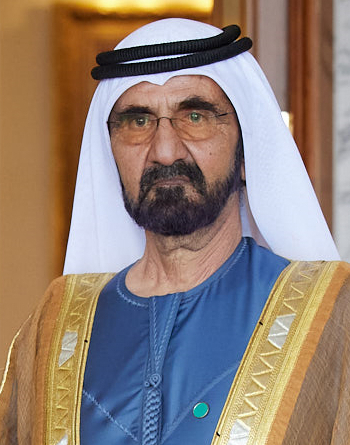
دولة الإمارات العربية المتحدة صاحب السمو الشيخ محمد بن راشد آل مكتوم نائب رئيس الدولة رئيس مجلس الوزراء حاكم دبي
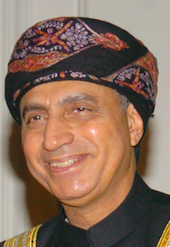
سلطنة عمان صاحب السمو السيد فهد بن محمود آل سعيد نائب رئيس مجلس الوزراء لشؤون مجلس الوزراء
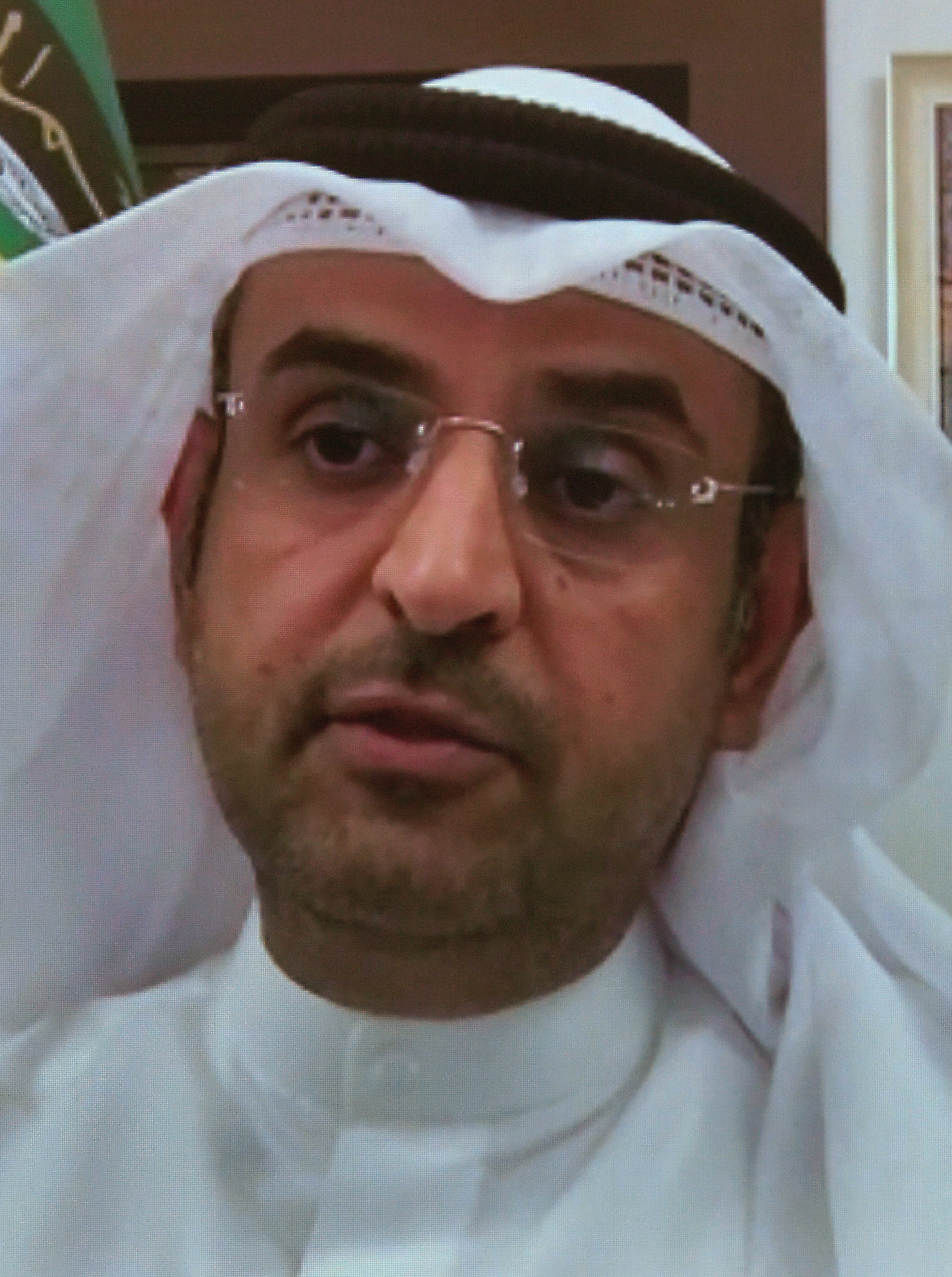
الأمانة العامة لمجلس التعاون الخليجي معالي الدكتور نايف بن فلاح الحجرف أمين عام مجلس التعاون لدول الخليج العربية

## إعلان الرياض
أكد قادة ورؤساء وفود دول مجلس التعاون الخليجي في إعلان الرياض، وهو البيان الختامي لمؤتمر القمة الخليجية 42 الذي تلاه الأمين العام لمجلس التعاون الخليجي الدكتور نايف الحجرف على أهمية «التنفيذ الدقيق والكامل والمستمر لرؤية خادم الحرمين الشريفين الملك سلمان بن عبدالعزيز لتعزيز العمل المشترك» و«استكمال مقومات الوحدة الاقتصادية والمنظومتين الدفاعية والأمنية المشتركة وتنسيق المواقف بما يعزز تضامن واستقرار دول مجلس التعاون الخليجي ويحافظ على مصالحها ويجنبها الصراعات الإقليمية والدولية ويلبي تطلعات مواطنيها وطموحاتهم ويعزز دورها الإقليمي والدولي وذلك من خلال توحيد المواقف السياسية وتطوير الشراكات السياسية على المستوى الإقليمي والدولي»، وهي الرؤية التي أقرها المجلس الأعلى في 9 ديسمبر 2015 باجتماعه في الرياض في القمة الخليجية 36. وأشار الإعلان إلى التأكيد على ما تضمنته المادة الثانية من اتفاقية الدفاع المشترك لدول مجلس التعاون الخليجي بأن الدول الأعضاء في مجلس التعاون لدول الخليج العربية تعتبر أن: «أي اعتداء على أيٍّ منها، هو اعتداء عليها كلها، وأيّ خطر يتهدد إحداها إنّما يتهدّدها جميعًا»، وما نصت عليه الاتفاقية بشأن التزام الدول الأعضاء بالعمل الجماعي لمواجهة كافة التهديدات والتحديات. ووجه القادة بأهمية تعزيز التعاون الخليجي المشترك وتنسيق البرامج التي تهدف إلى «تحقيق الاستدامة والتعامل مع التغير المناخي وآثاره»، وتعزيز العمل الخليجي المشترك لتطبيق نهج الاقتصاد الدائري للكربون الذي أطلقته المملكة العربية السعودية خلال رئاستها مجموعة العشرين، لمعالجة الآثار الناجمة عن انبعاثات الغازات المسببة للاحتباس الحراري وإدارتها، ومتابعة تنفيذ المبادرات والمشاريع والآليات التي أُطلقت من دول مجلس التعاون الخليجي في هذا المجال.
كذلك، أكد القادة على اللجان المختصة بأن تضع ما يلزم لتحقيق أفضل النتائج في ما يتعلق بحماية البيئة والاستفادة من مبادرة السعودية الخضراء ومبادرة الشرق الأوسط الأخضر اللتين أطلقهما ولي العهد السعودي الأمير محمد بن سلمان، وتعزيز الجهود الخليجية المشتركة لمواجهة: «التحديات البيئية ورفع الغطاء النباتي وزيادة الاعتماد على التقنيات النظيفة لجميع مصادر الطاقة ومكافحة التلوث والحفاظ على الحياة البيئية بجميع أشكالها بما يحقق أفضل سبل العيش الكريم لشعوبها، وبما يتوافق مع ظروف وأولويات الدول الأعضاء وخططها التنموية، ويتماشى مع الأهداف العالمية للتنمية المستدامة».
وأكد القادة على أهمية متابعة إنجاز أهداف الرؤى الاقتصادية لدول مجلس التعاون لتحقيق التنوع الاقتصادي ولمضاعفة الاستثمارات المشتركة بين دول المجلس، وتطوير تكامل شبكات الطرق والقطارات والاتصالات بين دول المجلس، ودعم وتعزيز الصناعات الوطنية وتسريع وتيرة نموها وتوفير الحماية اللازمة لها، والرفع من تنافسيتها والوصول بها إلى موقع ريادي صناعي قادر على المنافسة عالميًا، وإزالة جميع العقبات والصعوبات التي تواجه تنفيذ قرارات العمل الاقتصادي المشترك بين دول مجلس التعاون الخليجي.
فيما أكد القادة على أهمية تعزيز التعاون المشترك لاستمرار مكافحة جائحة كورونا وتشجيع اقتراح السياسات والإستراتيجيات الفعالة للتعامل معها ومع تداعياتها الصحية والاقتصادية والاجتماعية وتهيئة الظروف للتعامل مع ما شاكلها مستقبلًا.
كما أكدوا على أهمية استمرار دعم وتعزيز دور المرأة الخليجية في برامج التنمية الاقتصادية ومشاركتها في العمل الخليجي المشترك، وتشجيع دور الشباب في قطاعات المال والأعمال وتنمية العمل الإغاثي والإنساني والتطوعي، وأهمية تعزيز العمل المشترك نحو التحول الرقمي والتقنيات الحديثة، وتعزيز التعاون وبناء التحالفات في مجال الأمن السيبراني وأمن المعلومات، ودعم دور الشباب والقطاع الخاص وتشجيع الشراكات والمشاريع والمبادرات لتنمية التنوع الاقتصادي والتحول الرقمي.